# ديكستر روبرتس
ديكستر روبرتس (بالإنجليزية: Dexter Roberts)‏ هو مغني وكاتب أغاني أمريكي، ولد في 12 يوليو 1991 في فاييت في الولايات المتحدة.

## وصلات خارجية
- ديكستر روبرتس على موقع ميوزك برينز (الإنجليزية)